# Mexicaanse palmvaren
De Mexicaanse palmvaren (Dioon edule) is een palmvaren met een vrijwel ontbrekende of rechtopstaande, niet meer dan 2 m hoge stam en een bladbundel van schuin omhoog gerichte bladeren aan de top van de plant. 
De stam is bedekt met lange, toegespitste schubben wat de overblijfselen zijn van de bladscheden van de afgevallen bladeren. De bladeren hebben een bladsteel zonder zijwaartse doornen en zijn tot 1,8 m lang en geveerd. De jongste bladeren hebben overlangs gevouwen deelblaadjes. Bij oudere bladeren zijn de deelblaadjes 5-6 mm breed, aan de basis nauwelijks smaller dan in het midden en hebben ze een stekende top.
De voortplantingsorganen bestaan uit dikke kegels die zich in het centrum van de bladbundels bevinden. Het oppervlak bestaat uit schubben met een omgebogen top. De mannelijke planten hebben kegels met talrijke stuifmeelbladen aan de onderzijde van de schubben. De bestuiving vindt plaats door de wind. De vrouwelijke planten hebben kegels met schubben. Aan de zijkant kunnen zich twee eivormige, 10-12 mm lange zaden (met een gele zaadmantel) ontwikkelen die pas zichtbaar worden als de bij rijpheid oranjerode kegels van de vrouwelijke planten uit elkaar vallen.
De Mexicaanse palmvaren komt oorspronkelijk uit Midden-Amerika en wordt tegenwoordig wereldwijd in vorstvrije gebieden aangeplant.
Uit de zetmeelrijke zaden wordt sagomeel gewonnen. Bij de bereiding hiervan moet men voorzichtig zijn, omdat alle palmvarens giftige stoffen (neurotoxines) bevatten.

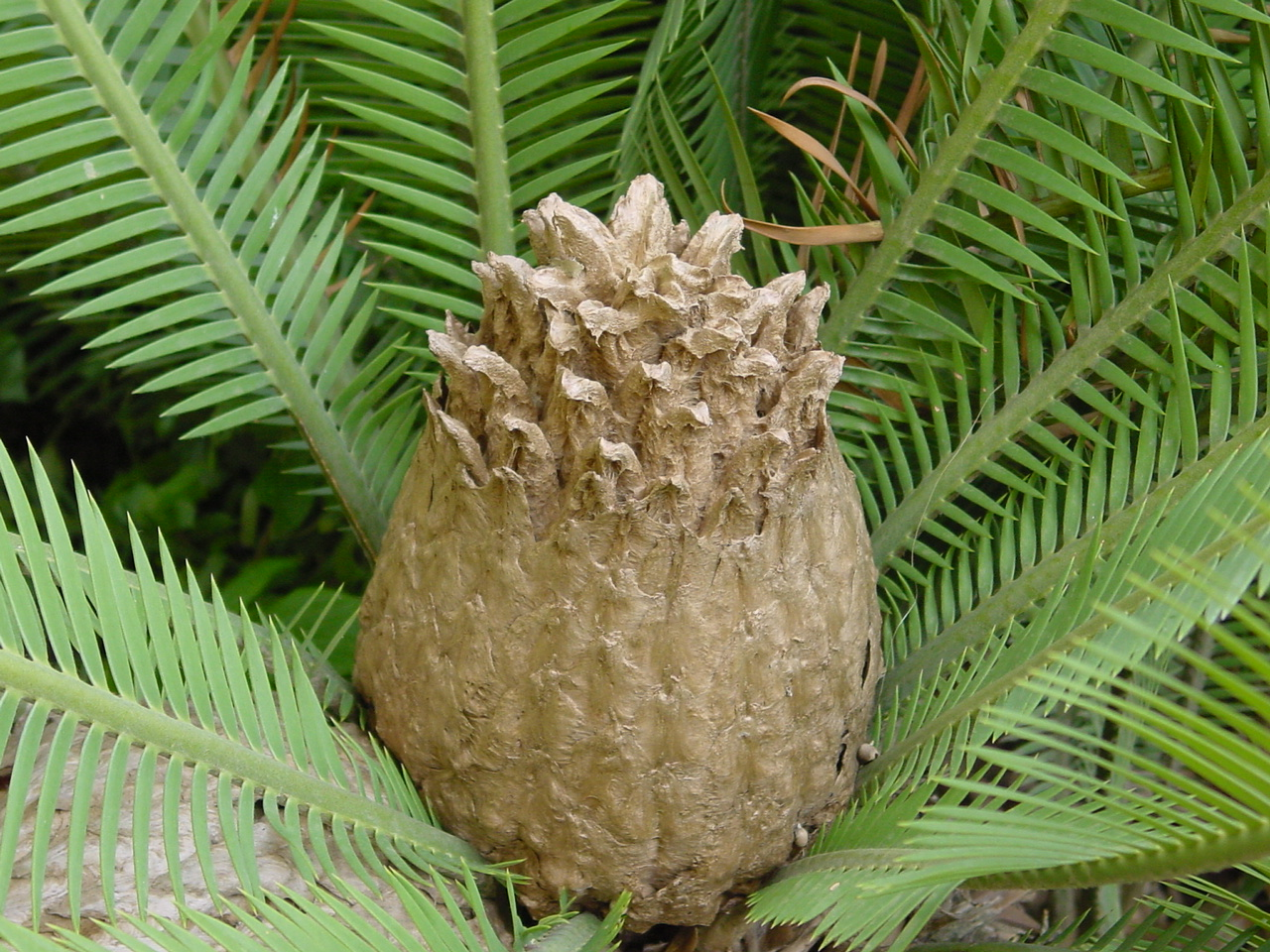
Mannelijke plant met kegel

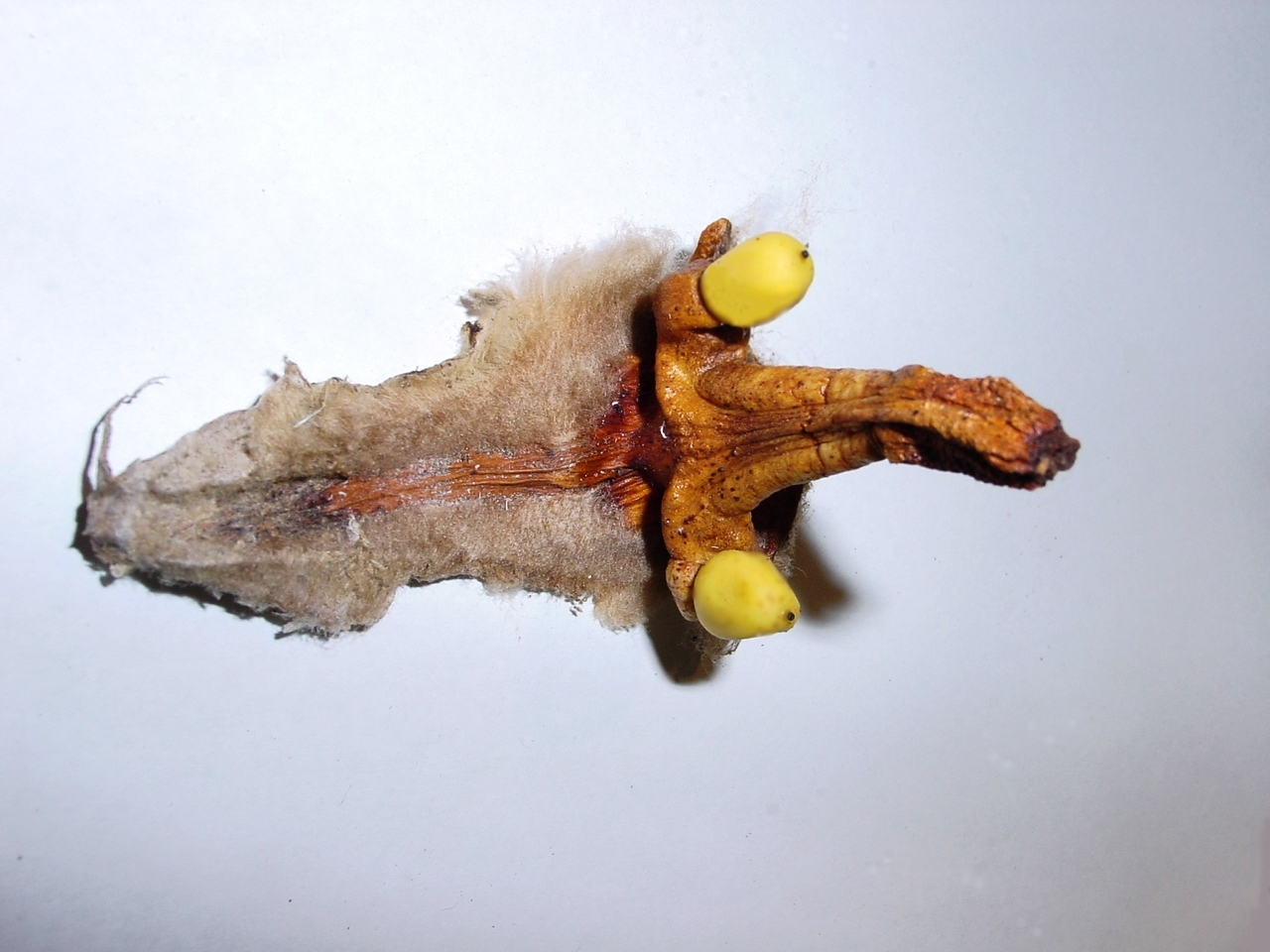
Kegelschub met zaden